# Västergötlands runinskrifter 94
Ugglumhällen, med signum Vg 94, är en massiv kiststen som tillhört en medeltida grav vid Ugglums kyrka i Ugglums socken, Västergötland. Den är numer placerad på Statens historiska museum.
I likhet med en Eskilstunakista så är Ugglumhällen ett monumentalt minnesmärke. Den har skapats för att hedra tre döda fränder och stått ovanpå deras gravplats. Stenen är sannolikt gjord av Harald stenmästare.
Inskriften är huggen i relief och den från runor översatta texten lyder enligt nedan:.

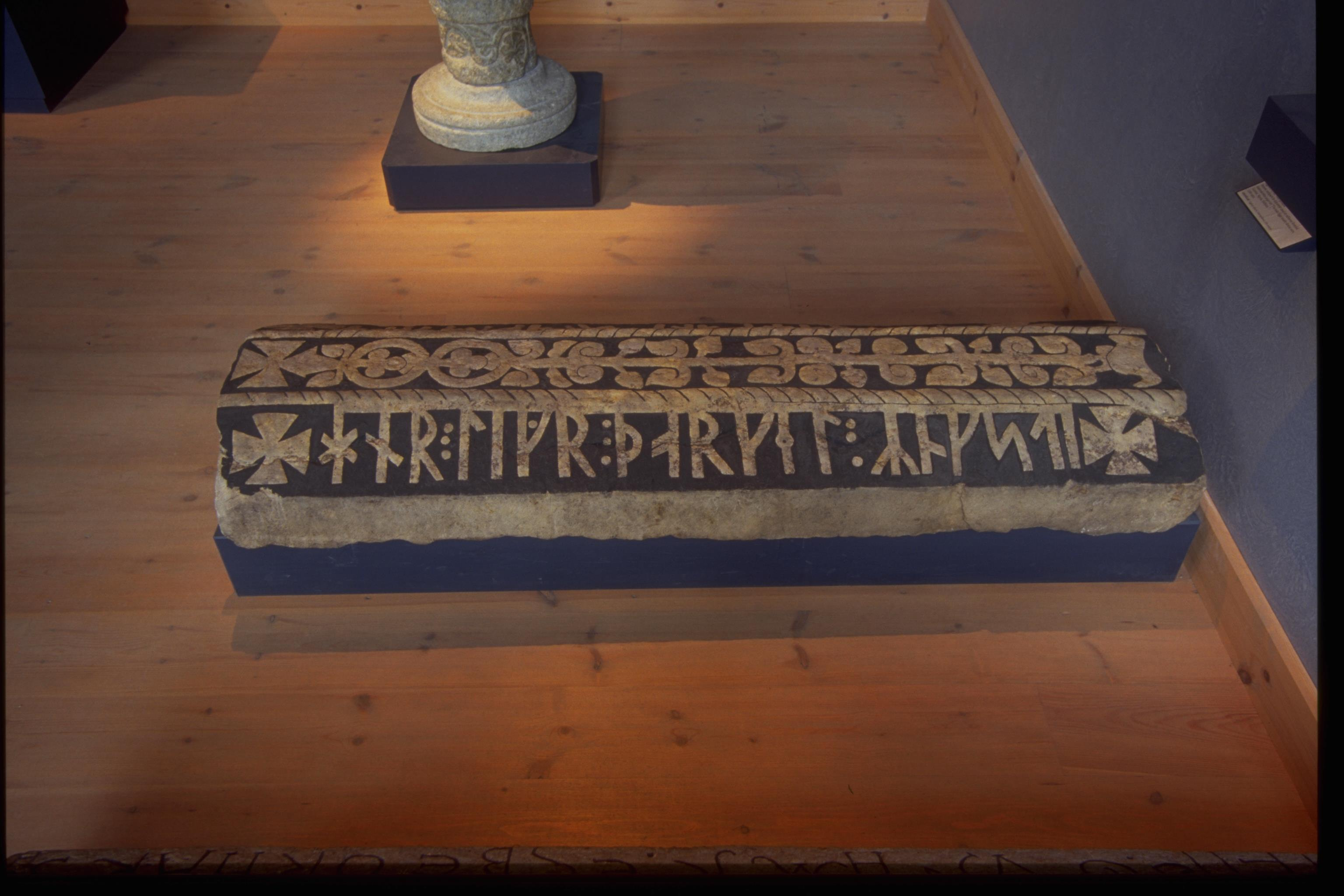
Historiska museet

## Inskriften
Translitterering av runraden:
+ þrir : liggia : mænn : undir : þæmma :+ ¶ + stene : gunna͡rr : sihvat͡r : ha͡llstenn +
Normalisering till äldre fornsvenska:
þriʀ liggia mænn undiʀ þæima stæini, Gunnarr, Sighvatr, Hallstæinn.
Översättning till nusvenska:
Tre män ligga under denna sten, Gunnar, Sigvat, Hallsten.